# ليندا هايز (ممثلة)
ليندا هايز (بالإنجليزية: Linda Hayes)‏ هي ممثلة أمريكية، ولدت في 11 أكتوبر 1918 في ساك سيتي في الولايات المتحدة، وتوفيت في 19 ديسمبر 1995 في بالم ديزرت في الولايات المتحدة.

## وصلات خارجية
- ليندا هايز (ممثلة) على موقع IMDb (الإنجليزية)
- ليندا هايز (ممثلة) على موقع قاعدة بيانات الفيلم (الإنجليزية)